# Мирослав Шкандрій
Миросла́в Шкандрі́й (англ. Myroslav Shkandrij, нар. 17 березня 1950, Велика Британія) — канадський літературознавець і мистецтвознавець українського походження, апологет дивізії СС "Галичина".

## Біографія
Ступінь бакалавра здобув у Кембриджському університеті (1972), ступінь магістра (1973) й доктора наук (PhD, 1980) — у Торонтському університеті. В 1975-1985 роках спільно з Богданом Кравченком, Марком Бойцуном, Романом Сенькусем, Галиною Фріланд, Христиною Хом'як та ін. брав участь у виданні журналу «Діялог», гаслом якого було «За соціалізм і демократію в самостійній Україні». Професор, голова департаменту германістики й славістики Манітобського університету (Вінніпег, Канада). Автор монографічних досліджень з історії української літератури й культури. Упорядник, перекладач і автор передмови до англомовної книжки памфлетів Миколи Хвильового «The Cultural Renaissance in Ukraine: Polemical Pamphlets. 1925—1926» (1986). Зорганізував у Канаді виставку «Феномен українського авангарду 1910—1935. The Phenomenon of the Ukrainian Avant-Garde 1910—1935. Le Phenomene De L'Avant-Garde Ukrainienne, 1910—1935» — та підготував каталог цієї виставки.

## Монографії
- Ukrainian Nationalism: Politics, Ideology, and Literature, 1929-1956. — New Haven: Yale University Press, 2015. — 344 p.
- Jews in Ukrainian Literature: Representation and Identity. — New Haven: Yale University Press, 2009.
- Модерністи, марксисти і нація. Українська літературна дискусія 1920-х років [Архівовано 13 лютого 2016 у Wayback Machine.] / Пер. з англ. Микола Климчук; науковий редактор Ярина Цимбал. — Київ: Ніка-Центр, 2006. — 384 с.
- В обіймах імперії. Російська й українська літератури новітньої доби / Пер. з англ. Петро Таращук. — Київ: Факт, 2004. — 496 с.
- Russia and Ukraine. Literature and Discourse of Empire from Napoleonic to Postcolonial Times. — McGill-Queen's University Press, 2001.
- Modernists, Marxists and the Nation. The Ukrainian Literary Discussion of the 1920s. — CIUS, 1992.
- В обіймах імперії. Література й імперський дискурс від наполеонівської до постколоніальної доби / Пер. з англ. Петро Таращук. — Київ: Комубук, 2023 (анонс видавництва, перевидання)[3].
- In the Maelstrom. The Waffen-SS 'Galicia' Division and Its Legacy. — McGill-Queen's University Press, 2023. — 464 p.

## Редагування
- Futurism and After: David Burliuk, 1882—1967. — Winnipeg: Winnipeg Art Gallery, 2008.
- The Phenomenon of the Ukrainian Avant-Garde, 1910—1935. — Winnipeg: Winnipeg Art Gallery, 2001.
- Mykola Khvylovy, The Cultural Renaissance in Ukraine: Polemical Pamphlets, 1925—1926. — Edmonton: CIUS, 1986. — 328 pp.